# والیبال قهرمانی باشگاه‌های مردان آسیا ۲۰۲۲
والیبال قهرمانی باشگاه‌های مردان آسیا ۲۰۲۲ عنوان بیست و دومین دوره مسابقات والیبال قهرمانی باشگاه‌های مردان آسیا، مسابقات سالانه باشگاه‌های بین‌المللی والیبال مردان است که توسط کنفدراسیون والیبال آسیا (AVC) با فدراسیون والیبال ایران (I.R.I.V.F) برگزار می‌شود.
این مسابقات هم‌اکنون از ۲۴ تا ۳۰ مه ۲۰۲۲ در تهران، ایران برگزار می‌شود. برنده این مسابقات به والیبال قهرمانی باشگاه‌های جهان ۲۰۲۲ راه خواهد یافت.

## مقدماتی
پس از مقررات AVC، حداکثر ۱۶ تیم در تمام رویدادهای AVC انتخاب خواهد شد
- ۱ تیم برای کشور میزبان
- ۱۰ تیم بر اساس رده‌بندی نهایی نسخه قبلی
- ۵ تیم از هر یک از ۵ منطقه (با یک تورنمنت مقدماتی در صورت نیاز)

به دلیل دشواری پیش‌بینی‌شده برای فدراسیون‌های ملی به تیم‌ها به دلیل همه‌گیری کووید-۱۹، AVC به دو باشگاه از یک فدراسیون ملی اجازه داد تا در این تورنمنت که کمتر از ۸ فدراسیون در آن وجود دارد شرکت کنند. در مورد کمتر از ۱۶ شرکت‌کننده، ایران به عنوان کشور میزبان حق ورود به دو تیم را دارد. دو جایگاه آن‌ها اعتبار دارد که در مسابقات قهرمانی سال ۲۰۲۱ به عنوان میزبان و قهرمان به دست آورده‌اند.

### انجمن. های واجد شرایط
| رویداد(ها)         | رویداد(ها)        | تاریخ                    | مکان            | جایگاه | حضور(ها)                                                           |
| ------------------ | ----------------- | ------------------------ | --------------- | ------ | ------------------------------------------------------------------ |
| کشور میزبان        | کشور میزبان       | —                        | —               | ۱      | ایرانA                                                             |
| قهرمانی آسیا ۲۰۲۱  | قهرمانی آسیا ۲۰۲۱ | ۸–۱۵ اکتبر ۲۰۲۱          | ناکون راتچاسیما | ۵      | ایرانA قطر قزاقستان تایلند عراقB کویت ازبکستانC فیلیپینD سری لانکا |
| عام منطقه‌ای مستقیم | شرق آسیا          | نه بعد از ۱۵ ژانویه ۲۰۲۲ | بانکوک          | ۱      | ژاپن                                                               |
| عام منطقه‌ای مستقیم | غرب آسیا          | نه بعد از ۱۵ ژانویه ۲۰۲۲ | بانکوک          | ۱      | عراقB                                                              |
| مجموع              | مجموع             | مجموع                    | مجموع           | ۸      |                                                                    |

^A  ایران به عنوان کشور میزبان در صورتی حق ورود به دو تیم را دارد که کمتر از ۱۶ شرکت‌کننده وجود داشته باشد.
^B  عراق در صورتی که کمتر از ۸ فدراسیون وجود داشته باشد حق ورود به دو تیم را دارد.
^C  فدراسیون والیبال ازبکستان تصمیم گرفت تیم خود را از رقابت‌ها کناره بگذارد.
^D  فدراسیون والیبال فیلیپین تصمیم گرفت به دلیل تمرین تیم والیبال فیلیپین در قطر برای بازی‌های آسیای جنوب شرقی ۲۰۲۱، تیم داسما مونراکس را کنار بگذارد.

## تیم‌های شرکت‌کننده
تیم‌های زیر برای این تورنمنت وارد شدند.
| فدراسیون | تیم              | رتبه لیگ داخلی                             |
| -------- | ---------------- | ------------------------------------------ |
| ایران    | پیکان            | نایب‌قهرمان لیگ برتر والیبال ایران ۱۴۰۰     |
| ایران    | مقاومت شهداب یزد | قهرمان لیگ برتر والیبال ایران ۱۴۰۰         |
| قطر      | الریان           | قهرمان لیگ والیبال قطر ۲۲–۲۰۲۱             |
| قزاقستان | تراز             |                                            |
| تایلند   | ناکون راتچاسیما  | قهرمان لیگ والیبال مردان تایلند ۲۱–۲۰۲۰    |
| عراق     | اربیل            |                                            |
| عراق     | گاز جنوبی        |                                            |
| ژاپن     | سونتوری سان‌بردز  | قهرمان لیگ برتر والیبال مردان ژاپن ۲۱–۲۰۲۰ |

## ورزشگاه‌ها
میزبان این مسابقات سالن دوازده هزار نفری آزادی، واقع در تهران، ایران خواهد بود.
| تهران · | تهران، ایران                |
| تهران · | سالن دوازده هزار نفری آزادی |
| تهران · | گنجایش: ۱۲٬۰۰۰              |
| تهران · |                             |

## روش رتبه‌بندی
1. تعداد کل پیروزی‌ها (مسابقات برنده، مسابقات باخته)
2. در صورت تساوی، اولین تساوی‌شکن زیر اعمال خواهد شد: تیم‌ها با بیشترین امتیاز به دست آمده در هر مسابقه به صورت زیر رتبه‌بندی خواهند شد:
  - برد ۳–۰ یا ۳–۱ مسابقه: ۳ امتیاز برای برنده، ۰ امتیاز برای بازنده
  - برد ۳–۲ مسابقه: ۲ امتیاز برای برنده، ۱ امتیاز برای بازنده
  - مسابقه از دست رفته: ۳ امتیاز برای برنده، ۰ امتیاز (۰–۲۵، ۰–۲۵، ۰–۲۵) برای بازنده
3. اگر تیم‌ها پس از بررسی تعداد پیروزی‌ها و امتیازهای به دست آمده هنوز برابر باشند، آنگاه FIVB نتایج را به منظور شکستن تساوی به ترتیب زیر بررسی خواهد کرد:
  - ضریب ست: اگر دو یا چند تیم بر روی تعداد امتیاز به دست آمده گره خورده‌اند، آن‌ها با بهره حاصل از تقسیم تعداد تمام مجموعه‌های برنده شده توسط تعداد تمام مجموعه‌های از دست رفته رتبه‌بندی خواهند شد.
  - ضریب امتیاز: در صورت تداوم تساوی بر اساس ضریب ست، تیم‌ها بر اساس ضریب حاصل از تقسیم امتیازات کسب شده بر مجموع امتیازهای از دست رفته در تمام ست‌ها رتبه‌بندی می‌شوند.
  - در صورت تداوم تساوی بر اساس ضریب امتیاز، تساوی بر اساس تیمی که در بازی مرحله راند رابین بین تیم‌های مساوی برنده شده بود شکسته می‌شود. وقتی ضریب تساوی بین سه یا چند تیم باشد، این تیم‌ها تنها با در نظر گرفتن مسابقاتی که تیم‌های مورد نظر در آن شرکت دارند، رتبه‌بندی می‌شوند.

## جایگاه نهایی
| رتبه | تیم              |
| ---- | ---------------- |
| 1    | پیکان            |
| 2    | سانتوری سان‌بردز  |
| 3    | مقاومت شهداب یزد |
| ۴    | تراز             |
| ۵    | الریان           |
| ۶    | ناکون راتچاسیما  |
| ۷    | گاز جنوبی        |
| ۸    | اربیل            |

|  | صعود به قهرمانی باشگاه‌های جهان ۲۰۲۲ |

| قهرمانی باشگاه‌های مردان آسیا ۲۰۲۲ |
| --------------------------------- |
| ·                                 |

| فهرست ۱۴ نفره |
|               |
| سرمربی        |
|               |

## قهرمان
| قهرمان جام باشگاه های والیبال آسیا ۲۰۲۲ |
| --------------------------------------- |
| باشگاه والیبال پیکان                    |
| هشتمین قهرمانی                          |

## جوایز
| - ارزشمندترین بازیکن - بهترین تنظیم‌کننده - بهترین اسپک‌زن‌های خارجی | - بهترین مسدودکننده‌های میانی - بهترین اسپک‌زن مقابل - بهترین لیبرو |